# Crichtonpelta benxiensis
Crichtonpelta benxiensis ("escudo de Michael Crichton del Museo Geológico de Benxi") es la única especie conocida del género extinto Crichtonpelta  de  dinosaurios tireóforos anquilosáuridos, que vivió a mediados del período Cretácico, hace aproximadamente entre 98 y 90 millones de años, entre el Cenomaniense y Turoniense, en lo que es hoy Asia.

## Descripción
El holotipo de Crichtonpelta es algo mayor que el de Crichtonsaurus, el cual mide entre tres a cuatro metros de largo. Se desconoce si Crichtonpelta ya poseía una maza ósea al final de la cola.
Arbour estableció varios rasgos distintivos. Uno de estos era una autapomorfia, un rasgo único derivado: el ápice del cuadrado yugal, o cuerno de la mejilla, apunta hacia arriba. También tiene una combinación única de características que por sí mismas no son rasgos únicos. La armadura de la parte superior del hocico forma una masa amorfa, sin una separación clara en distintas teselas. El hueso yugal es más alto que el de Pinacosaurus. La bóveda craneana no tiene una muesca en el hueso lacrimal como en Pinacosaurus grangeri. El hueso escamosal es más corto que el de Pinacosaurus mephistocephalus. Sin embargo, estos cuernos son más largos y puntiagudos que los de Gobisaurus o Shamosaurus. La punta del cuerno de la mejilla se localiza en el borde posterior. La cresta transversa en lo alto de la parte superior del cráneo tiene dos puntas.

## Descubrimiento e investigación
En 2007, Lü Junchang, Ji Qiang, Gao Yubo y Li Zhixinlo  nombraron y describieron como una segunda especie de Crichtonsaurus, Crichtonsaurus benxiensis. El nombre de la especie se refiere al Museo Geológico de Benxi.
El holotipo, BXGMV0012, es un cráneo hallado cerca de Beipiao, provincia de Liaoning, China, en una capa de la Formación Sunjiawan que probablemente data del Albiense. El espécimen BXGMV0012-1, un esqueleto carente del cráneo, descubierto en la misma cantera que el holotipo, fue referido a esta especie. Adicionalmente, un esqueleto con cráneo, expuesto en el Museo de Fósiles de Sihetun como un espécimen de Crichtonsaurus bohlini, fue referido en 2014 a Crichtonpelta.
En 2014, Victoria Megan Arbour concluyó que Crichtonsaurus era un nomen dubium. Por lo tanto ella creó un género separado para esta segunda especie: Crichtonpelta. El nombre del género combina la referencia a Michael Crichton, el autor de la novela Parque Jurásico, con el término en griego πέλτη, peltè, "escudo pequeño". Por entonces era un nombre sin validez ya que solo lo incluyó en una disertacón, nomen ex dissertatione. Sin embargo, en 2015 Crichtonpelta se convirtió en un nombre válido al ser publicado por Arbour y Philip John Currie. La especie tipo es Crichtonsaurus benxiensis, la combinatio nova, nueva combinación, es Crichtonpelta benxiensis. Existe la posibilidad de que, aunque Crichtonsaurus bohlini sea un nomen dubium, su material fósil pertenezca en realidad a Crichtonpelta. Sin embargo, Arbour señaló claras diferencias en la escápula y el húmero entre BXGMV0012-1 y LPM 101, un espécimen anteriormente referido a Crichtonsaurus bohlini, la escápula del primero tiene un acromión en forma de pestaña y su húmero tiene una cresta deltopectoral mucho más larga.

## Clasificación
Crichtonpelta fue clasificado dentro de la familia Ankylosauridae, en la subfamilia Ankylosaurinae, en una posición basal. Si esto es correcto, sería el más antiguo anquilosaurino conocido.